# Periophthalmus darwini
Periophthalmus darwini är en fiskart som beskrevs av Helen K. Larson och Takita 2004. Periophthalmus darwini ingår i släktet Periophthalmus och familjen smörbultsfiskar. Inga underarter finns listade i Catalogue of Life.